# Laure (Colonna sonora originale del film)
Laure (Colonna sonora originale del film) è un album in studio del compositore italiano Franco Micalizzi, pubblicato nel 1976 e contenente la colonna sonora del film Laure.

## Descrizione
La colonna sonora del film è opera del maestro Franco Micalizzi. Le voci dei cori sono delle Baba Yaga, composto da Isabella Sodani, Rita Mariano e Patrizia Neri, mentre le percussioni sono di Tony Esposito. Emmanuelle Arsan canta il brano Laure. Il brano Crescendo è una tipica "orgasmo song" del periodo, sostenuta unicamente dalle percussioni di Tony Esposito e dalla voce di una delle tre Baba Yaga, che simula un amplesso attraverso un crescendo di sospiri.
Precedenemente all'album, nel 1975, è stato pubblicato un singolo contenente i due brani Laure ed Emmelle, il primo cantato da Emmanuelle Arsan, il secondo per opera di Franco Micalizzi e la sua Orchestra. Il disco è stato stampato in Italia dalla Ricordi International con numero di catalogo SIR 20192, mentre all'estero è stato pubblicato su etichetta RCA Victor (Canada, Germania, Portogallo) e RCA (Giappone).
L'album è stato stampato nel 1976 in formato LP dall'etichetta discografica RCA per la serie SP (non diffusa in commercio) con numero di catalogo SP 8057, divenendo presto una rarità di cui alcuni mettevano persino in dubbio l'esistenza. Nel 2009 l'intera colonna sonora, comprese tracce precedentemente inedite, è stata ristampata in formato CD dall'etichetta Digitmovies e nel 2015 ne è stato ristampato l'LP dall'etichetta discografica GDM.

## Tracce
LP
1. Mara's Theme
2. Emmelle
3. Laure
4. Manile
5. Crescendo
6. Laure (vers. orch.)
7. Mara's Theme
8. Laure (vers. coro)
9. Emmelle
10. Atmosfera a Manila

CD
1. Laure (theme song) (feat. Emmanuelle Arsan, Franco Micalizzi)
2. Mara's Theme
3. Emmelle (feat. Roberto Davini)
4. Laure
5. Manile
6. Crescendo
7. Laure (# 2)
8. Mara's Theme (# 2)
9. Laure (# 3)
10. Emmelle (# 2) (feat. Roberto Davini))
11. Atmosfera a Manila
12. Laure (# 4 - Inciso)
13. Mara's Theme (# 3 - Versione veloce)
14. Laure (# 5 - Libero)
15. Mara's Theme (# 4)
16. Laure (# 6 - Inciso 2)
17. Mara's Theme (# 5)
18. Laure (# 7 - Tema completo)

## Crediti
- Franco Micalizzi - direzione d'orchestra
- Emmanuelle Arsan - voce (nel brano Laure)
- Baba Yaga - cori
- Tony Esposito - percussioni
- Enrico Pieranunzi - pianoforte
- Roberto Davini - voce

## Edizioni
- 1976 - Laure (Colonna sonora originale del film) (RCA Original Cast, SP 8057, LP, Italia)
- 2009 - Laure (Original Soundtrack) (Digitmovies, CDDM133, CD, Italia)
- 2015 - Laure (Colonna sonora originale del film) (Four Flies Records/GDM, Flies 02/GDM LP 6606, LP, Italia)